# Sejm piotrkowski 1496
Sejm piotrkowski 1496 – Sejm walny Korony Królestwa Polskiego został zwołany 18 stycznia 1496 roku do Piotrkowa.
Sejmiki przedsejmowe w województwach odbyły się 1 lutego 1496 roku. 
Obrady sejmu trwały od 13 marca do 25 maja 1496 roku.